# أنتوني غالو
أنتوني غالو (بالإنجليزية: Anthony Gallo)‏ هو عازف قيثارة وموسيقي أمريكي، ولد في 10 أبريل 1965 في إستوديو سيتي ‏ في الولايات المتحدة.

## معرض صور

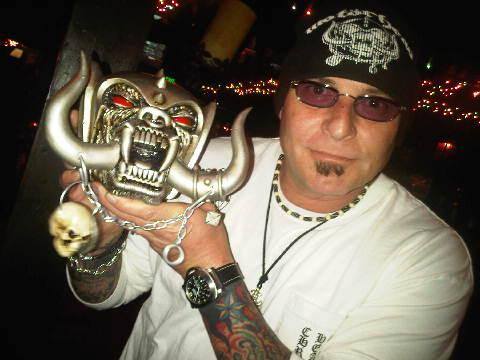
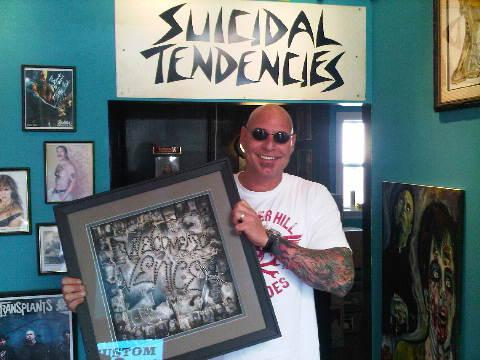
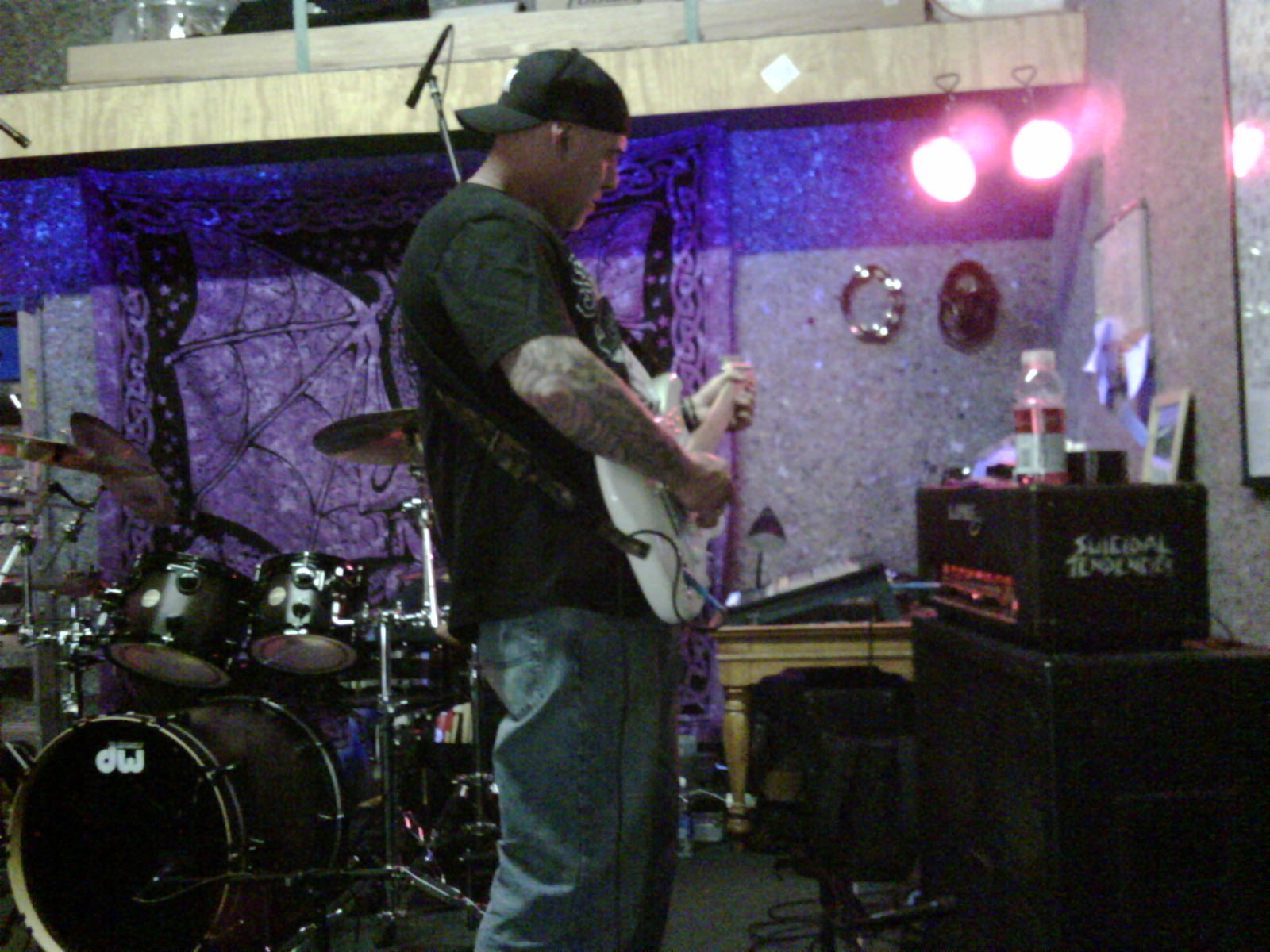
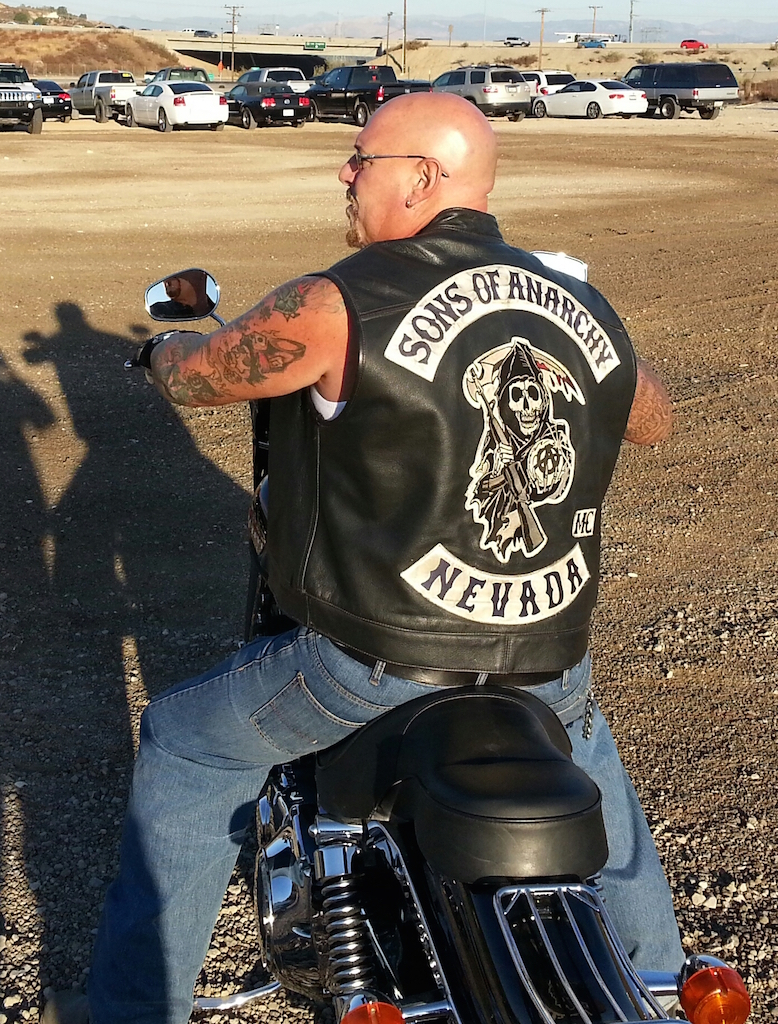